# Tir aux Jeux européens de 2019
Navigation
Édition précédente Édition suivante
Les épreuves de tir sportif aux Jeux européens de 2019 ont lieu à Minsk, en Biélorussie, du 22 au 28 juin 2019. 19 épreuves sont au programme.
Dix-neuf épreuves sont au programme de ces Jeux. Le programme comporte plusieurs épreuves par équipes mixtes non-olympiques. Les vainqueurs des épreuves olympiques obtiennent un quota pour les Jeux olympiques de 2020 à Tokyo(en) .

## Médaillés

### Hommes
| Pistolet à 10 m air comprimé | Artem Chernousov | Oleh Omelchuk        | Lauris Strautmanis |  |  |  |
| Pistolet à 25 m tir rapide   | Oliver Geis      | Jean Quiquampoix     | Clément Bessaguet  |  |  |  |
|                              |                  |                      |                    |  |  |  |
| Carabine à 10 m air comprimé | Sergey Richter   | Sergey Kamenskiy     | Filip Nepejchal    |  |  |  |
| Carabine à 50 m 3 positions  | Sergey Kamenskiy | Yury Shcherbatsevich | István Péni        |  |  |  |
|                              |                  |                      |                    |  |  |  |
| Trap                         | David Kostelecký | Valerio Grazini      | Aaron Heading      |  |  |  |
| Skeet                        | Stefan Nilsson   | Tomas Nydrle         | Gabriele Rossetti  |  |  |  |

#### Femmes
| Pistolet à 10 m air comprimé | Zorana Arunović | Ánna Korakáki         | Antoaneta Boneva  |  |  |  |
| Pistolet à 25 m              | Ánna Korakáki   | Heidi Diethelm Gerber | Antoaneta Boneva  |  |  |  |
|                              |                 |                       |                   |  |  |  |
| Carabine à 10 m air comprimé | Laura Coman     | Nina Christen         | Nikola Mazurova   |  |  |  |
| Carabine à 50 m 3 positions  | Yulia Zykova    | Nikola Mazurova       | Polina Khorosheva |  |  |  |
|                              |                 |                       |                   |  |  |  |
| Trap                         | Silvana Stanco  | Jessica Rossi         | Fátima Gálvez     |  |  |  |
| Skeet                        | Diana Bacosi    | Lucie Anastassiou     | Chiara Cainero    |  |  |  |

### Mixte
| Pistolet à 10 m air comprimé | Russie Artem Chernousov Vitalina Batsarashkina | Serbie Damir Mikec Zorana Arunović               | Allemagne Christian Reitz Sandra Reitz      |  |  |  |
| Pistolet à 25 m              | Allemagne Oliver Geis Doreen Vennekamp         | Allemagne Christian Reitz Monika Karsch          | Ukraine Olena Kostevych Pavlo Korostylov    |  |  |  |
| Pistolet à 50 m              | Russie Margarita Lomova Artem Chernousov       | Lettonie Agate Rasmane Lauris Strautmanis        | Géorgie Nino Salukvadze Tsotne Machavariani |  |  |  |
|                              |                                                |                                                  |                                             |  |  |  |
| Carabine à 10 m air comprimé | Russie Yulia Karimova Sergey Kamenskiy         | Russie Vladimir Maslennikov Anastasiia Galashina | Tchéquie Aneta Brabcova Filip Nepejchal     |  |  |  |
| Carabine à 50 m couché       | Suisse Jan Lochbihler Nina Christen            | Autriche Bernhard Pickl Franziska Peer           | Russie Kirill Grigoryan Polina Khorosheva   |  |  |  |
|                              |                                                |                                                  |                                             |  |  |  |
| Trap                         | Espagne Antonio Bailón Fátima Gálvez           | Italie Giovanni Pellielo Jessica Rossi           | Russie Alexey Alipov Daria Semenova         |  |  |  |
| Skeet                        | Italie Gabriele Rossetti Chiara Cainero        | Italie Riccardo Filippelli Diana Bacosi          | Tchéquie Jakub Tomeček Barbora Šumová       |  |  |  |

## Tableau des médailles
| Rang  | Nation          | Or | Argent | Bronze | Total |
| ----- | --------------- | -- | ------ | ------ | ----- |
| 1     | Russie          | 6  | 2      | 3      | 11    |
| 2     | Italie          | 3  | 4      | 2      | 9     |
| 3     | Allemagne       | 2  | 1      | 1      | 4     |
| 4     | Tchéquie        | 1  | 2      | 4      | 7     |
| 5     | Suisse          | 1  | 2      | 0      | 3     |
| 6     | Grèce           | 1  | 1      | 0      | 2     |
| 6     | Serbie          | 1  | 1      | 0      | 2     |
| 8     | Espagne         | 1  | 0      | 1      | 2     |
| 9     | Israël          | 1  | 0      | 0      | 1     |
| 9     | Roumanie        | 1  | 0      | 0      | 1     |
| 9     | Suède           | 1  | 0      | 0      | 1     |
| 12    | France          | 0  | 2      | 1      | 3     |
| 13    | Lettonie        | 0  | 1      | 1      | 2     |
| 13    | Ukraine         | 0  | 1      | 1      | 2     |
| 15    | Autriche        | 0  | 1      | 0      | 1     |
| 15    | Biélorussie     | 0  | 1      | 0      | 1     |
| 17    | Bulgarie        | 0  | 0      | 2      | 2     |
| 18    | Géorgie         | 0  | 0      | 1      | 1     |
| 18    | Grande-Bretagne | 0  | 0      | 1      | 1     |
| 18    | Hongrie         | 0  | 0      | 1      | 1     |
| Total | Total           | 19 | 19     | 19     | 57    |